# سیارک ۲۳۱۵۱
سیارک ۲۳۱۵۱ (به انگلیسی: 23151 Georgehotz، نامگذاری:2000BH27) بیست و سه هزار و صد و پنجاه و یکمین سیارک کشف شده‌است که در ۳۰ ژانویه ۲۰۰۰ کشف شد.
قدر مطلق سیارک برابر ۲۰.۴ است.